# Serrat de Planers
El Serrat de Planers és un serrat del terme municipal de Conca de Dalt, antigament del d'Hortoneda de la Conca, situat en terres de l'antic poble d'Herba-savina.
És al sud-oest d'Herba-savina, a la dreta del riu de Carreu. És un contrafort meridional de l'extrem de llevant de la Serra de Carreu, al sud de Roca Roia.